# اولیویا ماری اتنز
اولیویا ماری آتنز (زادهٔ ۱ اوت ۱۹۹۸) یک بازیکن حرفه‌ای فوتبال اهل آمریکا است که در پست هافبک برای تیم سیاتل رین اف‌سی در لیگ ملی فوتبال زنان (NWSL) بازی می‌کند.

## اوایل زندگی
آتنز در استنفورد، کالیفرنیا به دنیا آمد و در نزدیکی آترتون بزرگ شد. او به مدرسه سکرد هارت پرپ رفت و در آنجا به مدت دو فصل برای تیم فوتبال مدرسه بازی کرد. او در دوران حضورش در تیم مدرسه ۳۳ گل زد و ۳۰ پاس گل داد. در سال اول حضورش در تیم، به عنوان بازیکن تیم اول لیگ انتخاب شد و در سال دوم به عنوان مهاجم برتر لیگ شناخته شد. او برای باشگاه فوتبال «پی‌اس‌وی یونیون جی۹۸» بازی کرد و در سال ۲۰۱۴ موفق به کسب جام سورف‌کاپ شد.

## دوران دانشگاهی

### یوسی‌ال‌ای بروینز، ۲۰۱۷–۲۰۲۱
آتنز از سال ۲۰۱۷ تا ۲۰۲۱ در دانشگاه یوسی‌ال‌ای تحصیل کرد و در تیم یوسی‌ال‌ای بروینز بازی کرد. در فصل اول خود در سال ۲۰۱۷، در ۱۲ بازی از ۲۳ بازی حضور داشت و به عنوان بازیکن اصلی در شش بازی جام دانشگاهی نیز به میدان رفت. او اولین گل خود را در مرحله یک‌چهارم نهایی جام دانشگاهی مقابل پرینستون به ثمر رساند که باعث پیروزی تیمش شد. در نوامبر همان سال، به تیم هفته تاپ دروئر ساکر منتقل شد. یوسی‌ال‌ای بروینز به فینال جام دانشگاهی رسید، اما در یک بازی نزدیک با نتیجه ۳–۲ مقابل استنفورد کاردینال شکست خوردند.
در فصل ۲۰۱۸، آتنز با چهار گل، شامل دو گل پیروزی‌بخش و کسب ۱۶ امتیاز، در رده سوم گلزنان تیم یوسی‌ال‌ای بروینز قرار گرفت. همچنین، با ۸ پاس گل، دومین بازیکن برتر تیم در این زمینه بود. او به عنوان هافبک اصلی در ۲۰ بازی از ۲۲ بازی شرکت داشت که شامل چهار بازی جام دانشگاهی نیز بود. تیمش به مرحله یک‌چهارم نهایی رسید و در ضربات پنالتی به تیم تیم فوتبال زنان کارولینای شمالی تار هیلز باخت. آتنز موفق به کسب تقدیر «پاک-۱۲ آل-آکادمیک» شد. در سال ۲۰۱۹، فصل او به دلیل مصدومیت و شکستگی پا نیمه‌کاره ماند. آتنز پس از بازگشت به رقابت‌ها در سال ۲۰۲۰، در ۱۶ بازی از ۱۷ بازی به عنوان هافبک اصلی بازی کرد، چهار گل به ثمر رساند و ۸ پاس گل داد که در مجموع ۱۶ امتیاز کسب کرد. او به عنوان بازیکن تهاجمی هفته انتخاب شد و همچنین به تیم اول کوایدز آکادمیک راه یافت. در آخرین فصل حضورش با بروینز، آتنز در هر ۱۹ بازی به عنوان بازیکن اصلی حضور داشت. او با چهار گل و ۱۰ امتیاز، سومین بازیکن برتر تیم بود. هر دو پاس گلی که داد، منجر به گل‌های پیروزی‌بخش شد.
آتنز دوران دانشگاهی خود را با ۱۲ گل و ۱۵ پاس گل در ۸۵ بازی به پایان رساند.

## دوران باشگاهی

### سیاتل رین اف‌سی، ۲۰۲۲–اکنون
تیم سیاتل رین اف‌سی در ژانویه ۲۰۲۲، آتنز را برای لیگ ملی فوتبال زنان در سال ۲۰۲۲ به خدمت گرفت. او اولین بازی حرفه‌ای خود را در تاریخ ۲۶ مارس ۲۰۲۲ مقابل انجل سیتی اف‌سی انجام داد. در ۱۰ ژوئیه ۲۰۲۲، او در اولین بازی که به عنوان بازیکن اصلی شروع کرد، اولین گل حرفه‌ای خود را مقابل پورتلند تورنز اف‌سی به ثمر رساند. آتنز اولین فصل حرفه‌ای خود را با ۸ بازی و یک گل به پایان رساند. تیم سیاتل رین در صدر جدول قرار گرفت و موفق به کسب عنوان قهرمانی شد و به مرحله پلی‌آف لیگ ملی فوتبال زنان راه یافت.